# I predatori della pietra magica
I predatori della pietra magica è un film del 1988, diretto da Tonino Ricci.

## Trama
Un uomo d'affari cinese assolda due mercenari per trovare una tavoletta d'avorio che si presume abbia dei poteri magici ed è nascosta in una delle giungle del Vietnam del Nord. Essi affronteranno soldati, cannibali e stregoni per ritrovarla.